# Евтидем I
Евтидем I (др.-греч. Εὺθύδημος) — царь греко-бактрийского царства, правивший с 235 по 200 год до н. э. Родоначальник династии Евтидемидов.

## Биография
Из сообщения Полибия известно, что Евтидем был греком-ионийцем и происходил из Магнесии. В Бактрию издревле переселялись выходцы из Ионии, еще со времен Бранхидов — известного жреческого рода из Милета. Ионийцы оказали значительное влияние на монетную чеканку региона и на архитектурные традиции.
Диодор Сицилийский в своей «Исторической библиотеке» писал, что Евтидем был внуком Софита — второстепенного эллинизированного индийского династа, правящего где-то в регионе Паропамисад. Во время индийской кампании Селевка I Софит признал его власть и стал чеканить монеты, имитирующие сюжет монет Селевка. Во владения Софита входил город Сагала, который позднее станет столицей известного индо-греческого царя Менандра.
Считается, что при Диодотидах Евтидем занимал видный пост сатрапа Согдианы. Также Тарн полагет, что Евтидем женился на дочери Диодота I.
Около 230 года до н. э. Евтидем свергнул власть Диодота II. В своем заявлении, обращенному к царю Сирии, отмечает, что пришел к власти, уничтожив «потомство нескольких изменников.»
При Евтидеме Селевкиды попытались вернуть контроль над отпавшими восточными сатрапиями. В 209 году до н. э., нанеся поражение парфянам, в Бактрию вторгся сирийский царь Антиох III. С самого начала Евтидем делает ставку на затяжную войну, подобную той, которую местные жители вели в 329—327 годах до н. э. против македонских войск. Антиох за три дня до битвы у реки Арий (Герируд) через разведчиков узнал, что отряд бактрийцев не находится целые сутки в ожидании переправы сирийских войск, а перед ночным временем отправляется в ближайший город на ночлег. Поэтому сирийский царь принял решение о начале форсирования реки еще до рассвета. Когда бактрийская конница прибыла к Арию, большая часть войска Антиоха уже переправилась. Сразу с похода всадники Евтидема ударили по сирийским войскам, которые еще до конца не успели выстроиться в правильный боевой порядок. Но Антиох во главе своей гвардии-агемы сумел выдержать первый натиск врага. Контрнаступление остальной сирийской армии возглавил полководец этолиец Панэтол. Селевкидская тяжеловооруженная конница смяла бактрийские ряды и принудила их бежать с поля боя «нестройной толпой.» Большинство бактрийцев было истреблено или попало в плен. Однако для Антиоха это сражение также оказалось опасным: под ним пала лошадь, а сам царь был ранен в рот и потерял несколько зубов.
Евтидем отступил в свою столицу — Бактры (Балх), осада которой сирийскими отрядами продолжалась около двух лет. Антиох III, предположительно утомленный трудной войной, решил послать к Евтидему своего приближенного Телея (соотечественника Евтидема). Евтидем сумел убедить Телея, что сирийцам, якобы, будет невыгодно уничтожать самостоятельное царство в Бактрии, так как на востоке находятся огромные полчища диких кочевников (саков и массагетов). Сейчас, говорил Евтидем, бактрийцы защищают от них всю Азию, если же они будут покорены, то Антиоху придётся самому заниматься этим нелёгким делом. Антиох III принял эти доводы и заключил с Евтидемом мирный договор. По его условиям, за правителями Бактрии был официально признан царский титул, хотя они и должны были принять верховную власть Селевкидов, а также спонсировать индийскую компанию сирийского царя с предоставлением необходимого вооружения, в том числе боевых слонов. Союз был скреплен браком: сын Евтидема Деметрий женился на дочери Антиоха.
Евтидем в итоге получил все основания считаться не только легитимным правителем Бактрии и Согдианы среди остальных греков, но и право окончательно стать фигурой, освободившей страну от официальных посягательств со стороны ближневосточных монархий, как то было со времен Ахеменидов. Власть Евтидема была настолько популярна, что, судя по данным нумизматики, даже противники его преемников признавали его авторитет как наиболее удачливого греко-бактрийского правителя. Успехи внутри государства отразились и во внешней политике страны. Время Евтидема — это период активной экспансии на территории, лежащие к югу и юго-востоку. Появляется новый город, возможно, столица Евтидемия. Вероятно, именно в это время возникает система соправителей.